# Jacques Caillé
Jacques Caillé est un juriste et historien français né le 5 février 1900 à Cholet et mort le 22 novembre 1988 à Montpellier.

## Biographie
D'une famille nantaise, neveu de Raymond Sabouraud, Jacques Adrien François Émile Caillé est docteur en droit (1925) et en lettres (1947).
Avocat stagiaire à la Cour d’appel de Rennes en 1922, puis avoué près le tribunal de première instance de Cholet de 1926 à 1930, il entre cette même année dans la magistrature. 
Il se consacre également à l'enseignement, successivement en tant que chargé du cours de droit romain au Centre d'études juridiques de Casablanca (1932), du cours d'histoire du Maroc et de droit marocain à l'Institut des Hautes études marocaines à Rabat (1940), du cours de droit romain au Centre d'études juridiques de Rabat (1942). Il devient directeur du Centre d'études d'histoire diplomatique du Maroc à l'Institut des hautes études marocaines en 1947, puis directeur par intérim du Centre d'études juridiques de Maroc en 1951.
Il est nommé conseiller à la Cour d'appel de Rabat en 1950, puis vice-président au tribunal de la Seine en 1957.
Il est élu membre correspondant de l'Académie des sciences morales et politiques en 1958 (section histoire et géographie).

## Publications
- De l’action en dommages–intérêts pour adultère, 1925 (thèse de doctorat en droit)
- La justice coutumière au Maroc, 1946
- Une mission de Léon Roches à Rabat en 1845. Documents inédits avec introduction et commentaires, 1947 (thèse complémentaire de doctorat ès lettres)
- Organisation judiciaire et procédure marocaines, 1947 (thèse secondaire de doctorat)
- La ville de Rabat jusqu’au protectorat français. Histoire et archéologie, 3 vol., 1949 (Publications de l'Institut des hautes-études marocaines, tome 44)
- La petite histoire du Maroc, 3 vol., 1950-1954
- La représentation diplomatique de la France au Maroc, 1951
- Charles Jagerschmidt, chargé d’affaires de France au Maroc (1820-1894), 1951
- La petite histoire de Rabat, 1951
- La représentation diplomatique de la France au Maroc, 1951
- La mission du capitaine Burel au Maroc en 1808, 1953
- La mosquée de Hassan à Rabat, 1954
- Missions diplomatiques françaises à Fès, 1955 (en collaboration avec F. Charles–Roux)
- Le tourisme au Maroc, 1955 (en collaboration avec A. Rouquet)
- La procédure judiciaire de l’immatriculation foncière au Maroc, 1956
- Une ambassade autrichienne au Maroc en 1805. Documents inédits avec introduction et commentaire, 1957
- Les accords internationaux du sultan Sidi Mohammed Ben Abdallah (1757-1790), 1960
- Le consulat de Tanger des origines à 1830, 1967
- Une Corse sultane du Maroc. Davia Franceschini et sa famille, 1968
- Un savant montpelliérain : le professeur Auguste Broussonet (1761-1807), 1972
- Jean-Jacques-Louis Durand, maire de Montpellier (1760-1794), 1974
- Un voyage de Nantes à Cayenne en 1824–1825, 1975
- Les rues de la vieille ville de Montpellier, 1976
- De l’Hérault au Maroc, 1978 (autobiographie)